# 阮杨
阮杨（1993年12月13日—），是一名中国足球运动员，现效力中国足球超级联赛球队杭州绿城，司职中场。

## 俱乐部生涯
阮杨出生于浙江省杭州市。2008年，阮杨加盟杭州绿城，并迅速成长。2011年，阮杨随杭州绿城梯队组建浙江全运队以温州葆隆的名义参加2011年中国足球乙级联赛。在2011年中乙联赛中，他出场15次，打进5球。2011年夏，阮杨入选中国足协“500.com星计划”赴葡萄牙培训球员名单。 2011年12月16日，阮杨随其他留葡球员抵达葡萄牙，开始为期两个赛季的培训计划。在2011-12赛季，他和队友李源一代表皇家体育会青年队在全国次级青年联赛中表现出色，帮助球队成功升入全国顶级青年联赛。同时，他也受到了里斯本竞技俱乐部的青睐。2012-13赛季，阮杨代表里斯本竞技B队征战葡萄牙足球甲级联赛。在2012年12月6日里斯本竞技B队客场对阵马德拉联合的比赛进行到第78分钟时，阮杨替补上场，完成了他在葡甲联赛的首秀，不过此后阮杨没有再获得出场机会。2013年1月，为了保证上场时间，他和其他4名中国球员一起加盟了葡萄牙足球丙级联赛球队阿莫拉俱乐部。他代表阿莫拉在联赛中出场3次，取得1个进球。
2013年3月，阮杨回国备战全运，并被补报进入杭州绿城一线队名单。

## 国家队生涯
2011年9月，阮杨首次入选中国国青队。